# Johannes Baptist Katschthaler
Johannes Baptist Katschthaler (ur. 29 maja 1832 w Hippach, zm. 27 lutego 1914 w Salzburgu) – austriacki duchowny katolicki, arcybiskup Salzburga, kardynał.

## Życiorys
Do kapłaństwa przygotowywał się w seminarium w Salzburgu. Ukończył również uniwersytet w tym mieście (doktorat z teologii). 31 lipca 1855 otrzymał święcenia kapłańskie. Pracował następnie jako wikariusz w Rossen i wykładowca w rodzimym seminarium, a także na Uniwersytecie w Salzburgu. Od 1874 profesor historii Kościoła na Uniwersytecie w Innsbrucku. W roku 1880 został kanonikiem katedry w Salzburgu, a dwa lata później rektorem seminarium salzburskiego.
4 czerwca 1891 otrzymał nominację na pomocniczego biskupa Salzburga ze stolicą tytularną Cybistra. Sakrę otrzymał z rąk arcybiskupa Johannesa Hallera, przyszłego kardynała. Od 1892 dziekan katedry metropolitalnej. 5 maja 1900 zmarł kardynał Haller. Kanonicy katedralni wybrali na jego następcę, już pięć dni później, właśnie Katschthalera (w owym czasie prawo mianowania biskupów miał cesarz, potwierdzał on kandydatów wybranych przez kapituły katedralne). Papież potwierdził tę nominację 17 grudnia 1900. Na konsystorzu z czerwca 1903 otrzymał kapelusz kardynalski z tytułem prezbitera San Tommaso in Parione. Niedługo później brał udział w konklawe 1903. Umarł w Salzburgu i pochowany został w miejscowej katedrze metropolitalnej.